# 浙皖绣球
浙皖绣球（学名：Hydrangea zhewanensis），为绣球花科绣球属下的一个种。

## 扩展阅读
維基物種上的相關：浙皖绣球